# Walter-Antrieb

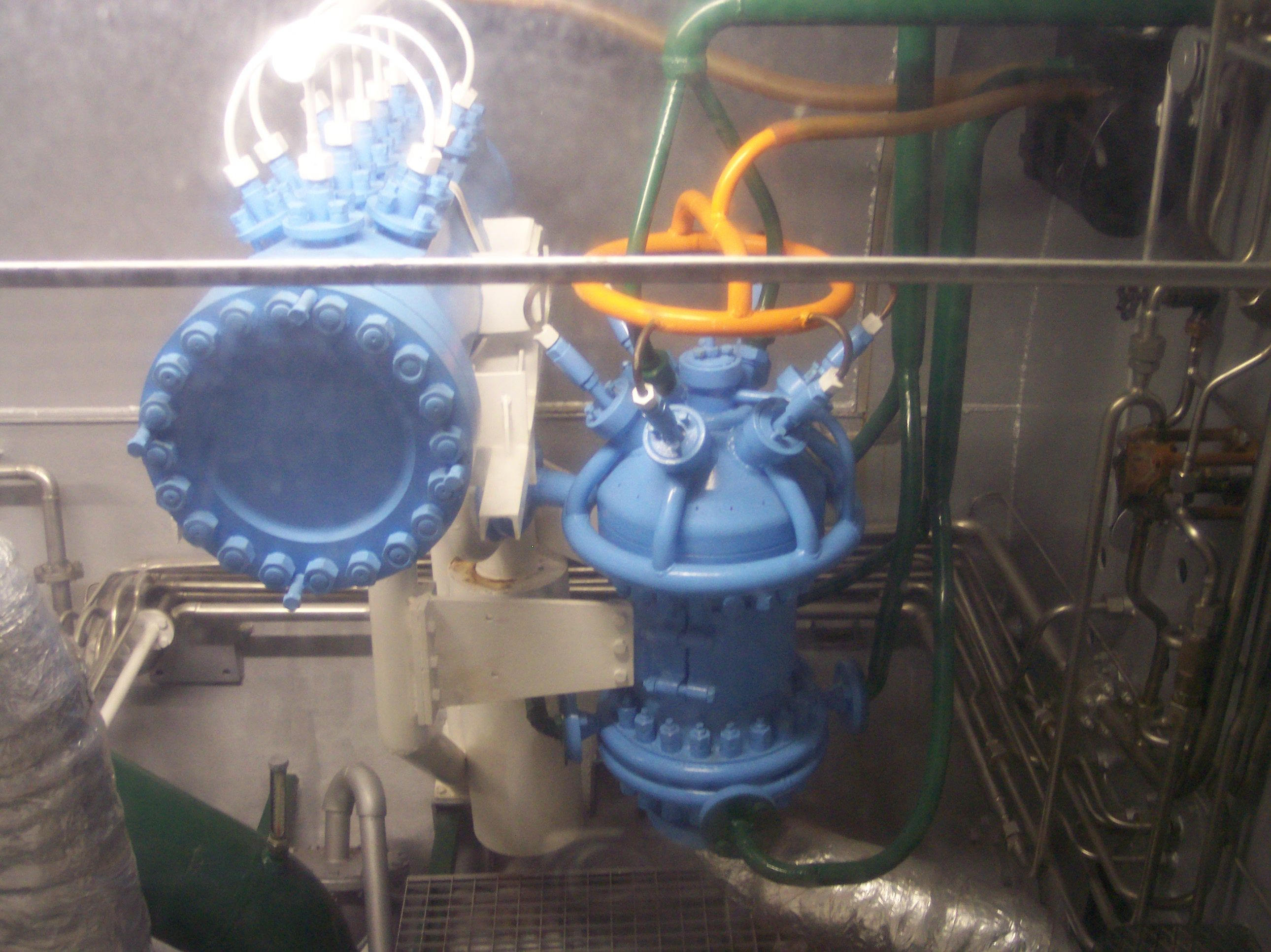
Dampfgenerator einer Walter-Antriebsanlage

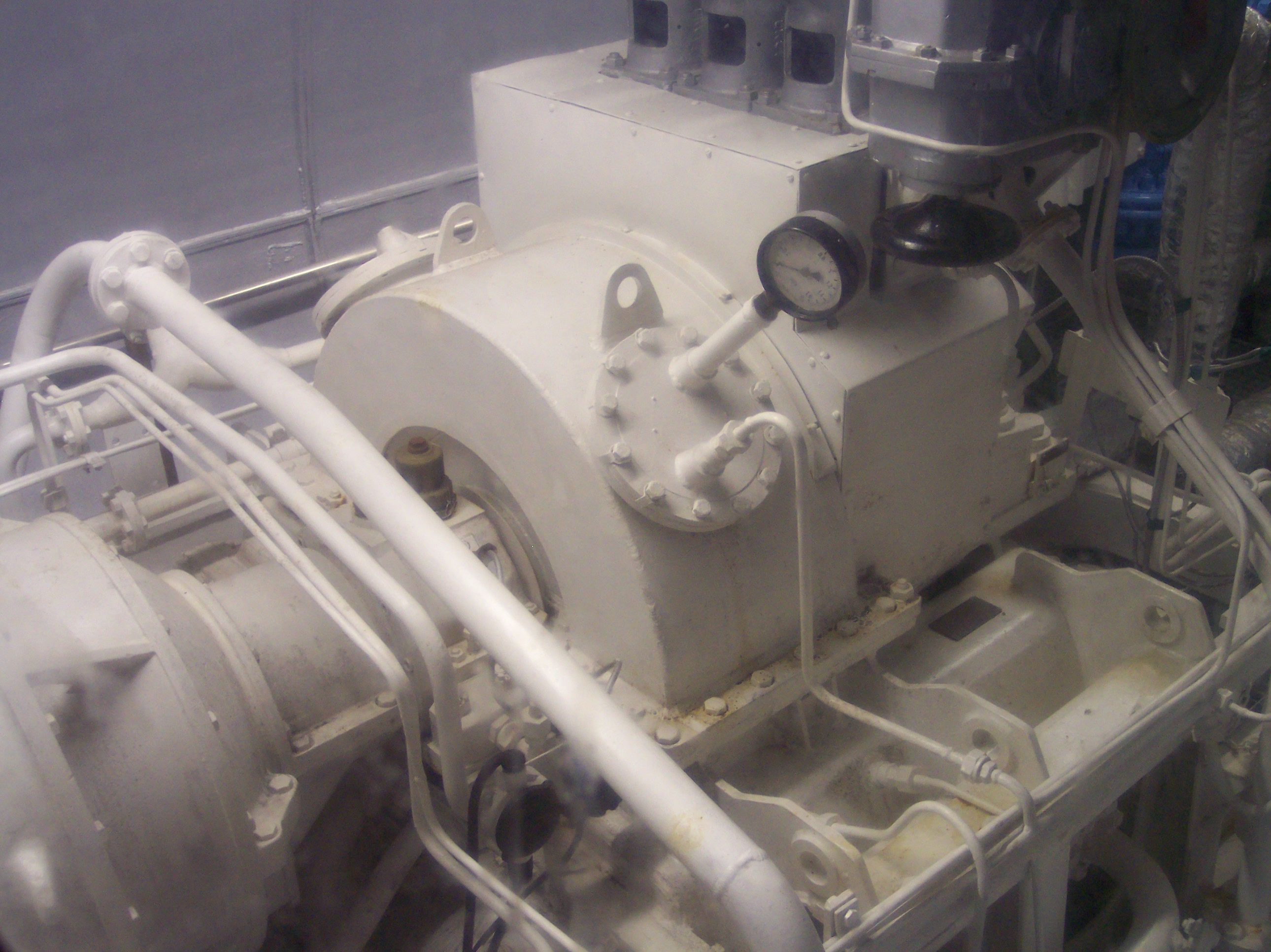
Turbine einer Walter-Antriebsanlage

Der Walter-Antrieb wurde von Hellmuth Walter im Auftrag der Reichsmarine/Kriegsmarine ab Mitte der 1930er Jahre auf der Germaniawerft in Kiel entwickelt.
Ziel war die Entwicklung eines Systems, das auch unter Wasser, wo Dieselmotoren nicht einzusetzen waren, genügend Strom für die Elektromotoren erzeugt. Die üblicherweise verwendeten Akkumulatoren hatten eine zu geringe Kapazität. So versuchte man mit Hilfe eines Katalysators Wasserstoffperoxid in Heißdampf zu verwandeln und anschließend über eine Turbine Strom zu erzeugen.

## Kaltes Verfahren
Die weiteren Überlegungen führten zunächst zum kalten Verfahren, bei dem Wasserstoffperoxid aus feinen Düsen auf einen Katalysator aus Mangan(IV)-oxid (Braunstein) gesprüht wird. Das dabei entstehende, unter hohem Druck stehende Dampf-Sauerstoff-Gemisch wurde in eine Turbine geleitet und stand damit als Antriebsenergie zur Verfügung.

## Heißes Verfahren
1936 wurde das heiße Verfahren erprobt. Diese Anlage bestand aus einem Zersetzer oder Reaktor und einer nachgeschalteten Brennkammer, einem Abscheider und einer Dampfturbine.
Der Zersetzer bestand aus einem Druckgefäß, in dem horizontal ein Block aus porösem Kaliumpermanganat oder Mangan(IV)-oxid (Braunstein) eingesetzt war (dem Katalysator). Vom Deckel des Gefäßes wurde mittels mehrerer Düsen Wasserstoffperoxid auf den Katalysator gespritzt, wobei es sich in seine Bestandteile, Wasserdampf (550–600 °C) und Sauerstoff, zersetzte. Dieses Gasgemisch konnte durch den porösen Katalysator in den unteren Bereich des Reaktors strömen. Von dort gab es eine Rohrverbindung zur nachgeschalteten Brennkammer.
Das Sauerstoff-Dampfgemisch trat nun im Bereich des Brennkammerdeckels in die Brennkammer ein und wurde dort mit fein zerstäubtem Brennstoff zu einer 2000 °C heißen Flamme gesteigert. Um das Durchbrennen des Brennkammerhalses zu verhindern, wurde der Hals mit Kühlwasser gekühlt und dem Wasser mittels feiner Bohrungen ermöglicht, in den heißen Gasstrom einzutreten.
Diese enorme Dampferzeugung (35–40 t/h) ermöglichte den Betrieb einer 7500 PS starken Dampfturbine.
Wegen der starken Schäden an den Turbinenschaufeln (durch Abrieb aus dem Katalysatorstein) wurde später ein Zyklon-ähnlicher Abscheider zwischen den Brennkammeraustritt und den Turbineneintritt gesetzt. Der Dampfaustritt der Turbine wurde mit einem Kondensator verbunden, um den Wirkungsgrad der Turbine zu erhöhen und auch das kostbare Kondensat (destilliertes Wasser) wieder verwenden zu können. Der CO2-Anteil wurde mittels Verdichter über Bord gepumpt und vom Seewasser völlig absorbiert, wodurch eine blasenfreie Fahrt möglich war.
Ein erheblich kleineres System gleicher Bauart wurde auch an Kampfflugzeugen eingesetzt, wobei die Brennkammer horizontal am Leitwerk montiert war. Ein Abscheider und Kondensator war dabei natürlich nicht erforderlich, denn der Dampf und Gasausstoß diente direkt als Stützmasse, wie bei allen Raketenantrieben. Das System wurde jedoch nur kurzzeitig im Kampfeinsatz zugeschaltet, um die Geschwindigkeit erheblich zu erhöhen.
Die vorgenannten Leistungen konnten nur bei Verwendung von 90- bis 94-prozentiger Wasserstoffperoxid-Konzentration erzielt werden.

## Indirektes Verfahren
Neben dem direkten heißen Verfahren wurde auch das indirekte Walter-Verfahren mit einem geschlossenen Dampfkreislauf für die Turbine erprobt, wobei der Dampf in einem Wärmeübertrager erzeugt wurde, der von den aus der Brennkammer austretenden Gasen beheizt wurde. Dieses Verfahren hatte einen geringeren spezifischen Verbrauch an Wasserstoffperoxid („T-Stoff“), war aber räumlich und gewichtsmäßig aufwändiger als das direkte Verfahren.

## Treibstoffverbrauch
Der Walter-Antrieb hatte einen hohen spezifischen Verbrauch an Wasserstoffperoxid. Der Verbrauch betrug etwa:
- 5 kg/kWh und mehr beim kalten Verfahren
- 2,35 kg/kWh beim heißen direkten Verfahren
- 1,85 kg/kWh beim heißen Verfahren unter Verwendung eines Kondensators (Durch diesen waren kaum Abgase dem Tauchdruck ausgesetzt, sodass das Druckgefälle in der Turbine größer war.)
- 1,32 kg/kWh beim indirekten Verfahren

## Verwendung
Bei Versuchsfahrten im Jahr 1940 erreichte das mit dem Walter-Antrieb ausgerüstete Versuchs-U-Boot VS 80 eine Unterwassergeschwindigkeit von 28,1 Knoten. Die mit diesem Boot erreichte Überwassergeschwindigkeit wurde in den Testunterlagen nicht angegeben; der Bootskörper war allerdings für Unterwasserfahrten optimiert. Typ Wa 201 und Typ Wk 202 waren U-Boot-Klassen mit dem Walter-Antrieb. Großadmiral Erich Raeder stoppte deren Weiterentwicklung; davon war auch die Walter-Turbine betroffen. Erst als Hitler Raeder Unfähigkeit vorwarf (die Großkampfschiffe erzielten kaum Erfolge, die U-Boote sehr wohl), Raeder daraufhin zurücktrat und durch BdU Konteradmiral Karl Dönitz ersetzt wurde, wurde die Weiterentwicklung der U-Boote mit großem Aufwand betrieben. Es wurden von jedem Typ je zwei Boote für die einsatzmäßige Dauererprobung gebaut, vom Typ Wa 201 U 792 und U 793 und vom Typ Wk 202 U 794 und U 795.
Nach den gestiegenen Verlusten während des U-Boot-Krieges im Mai 1943 plante die Kriegsmarine wegen dieser überwältigenden Fahrleistung mehrere große U-Boot-Klassen mit Walter-Antrieb (die Typen XVII, XVIII und XXVI); sie wurden jedoch nicht mehr fertiggestellt.
Lediglich drei Boote des Typs XVII B wurden 1944 in Dienst gestellt, kamen aber nicht mehr zum Einsatz. Die als Träger für den Walter-Antrieb entwickelten Typ-XVIII-Boote wurden aufgrund des noch nicht ganz fertiggestellten Walter-Antriebs als konventionelle E-Motor-Boote in Dienst gestellt (der Typ XVIII gleicht äußerlich dem tatsächlich gebauten Typ XXI).
U 1407, ein Boot des von Blohm & Voss gebauten Typs XVII B, kam nach dem Krieg nach England und fuhr noch bis 1946 unter dem Namen HMS Meteorite als Erprobungsboot (britische Bezeichnung für den Walter-Antrieb: HTP High Test Peroxide). Von 1951 bis 1959 setzte die Sowjetunion ein eigenes Boot, S-99, zu Erprobungszwecken ein, stellte es nach einer Serie von Unfällen jedoch wieder außer Dienst. 1956 und 1958 wurden die britischen Versuchsboote Explorer und Excalibur in Dienst gestellt. Es blieben die einzigen britischen Boote mit HTP-Antrieb. Bei den Erprobungen trat durch Explosionen im Antrieb eine Reihe von Schäden auf, so dass die Besatzung der Explorer ihr Schiff sarkastisch in „Exploder“ umtaufte. Hellmuth Walter selbst konzipierte in den 1960er Jahren ein Tiefsee-U-Boot für Tauchtiefen bis zu 5000 m. Der Entwurf wurde mit dem Namen Stint bezeichnet und sollte mit einer Walter-Turbine im kalten Verfahren betrieben werden, wurde jedoch nicht realisiert.
Der Walter-Antrieb wurde mangels praktischer Erfahrung mit diesem Antriebssystem nie in Serie gebaut, wird jedoch weiterhin als gutes außenluftunabhängiges Antriebssystem (englisch abgekürzt AIP für air-independent propulsion) angesehen. Die veränderte U-Boot-Entwicklung machte jedoch ein sehr geräuschvolles, schnelles U-Boot überflüssig. Die Tendenz ging deutlich zu langsameren, nahezu lautlosen Booten, die schwer zu orten waren.
Das Prinzip des Walter-Antriebes wurde sowohl im Startkatapult des V1-Marschflugkörpers als auch als Dampferzeuger der Treibstoff-Turbopumpen des Raketentriebwerkes der V2-Rakete eingesetzt.
Ebenso diente das Prinzip dem Antrieb des Raketenjägers Me 163 (kaltes Verfahren beim Erprobungsträger Me 163A; heißes Verfahren im Einsatzflugzeug Me 163B). Auch die Starthilfsrakete des Typs Walter HWK 109-500 nutzte das kalte Walter-Verfahren.
Um die benötigten großen Mengen hochkonzentrierten Wasserstoffperoxids produzieren zu können, errichtete die Kriegsmarine unter der Tarnbezeichnung „T-Stoff“ in den Schickert-Werken in Bad Lauterberg und Rhumspringe ab 1938 zwei große Produktionsanlagen.